# Accident d'un Y-12 de la MIAT Mongolian Airlines
L’accident du vol intérieur de la MIAT Mongolian Airlines a eu lieu le 26 mai 1998, qui coûta la vie à tous ses occupants. Le vol avait décollé de l'aéroport d'Erdenet à environ 9h17 pour un vol à destination de Mörön avec 26 passagers et 2 membres d'équipage. Alors que l'avion était en montée vers l'altitude de croisière, environ 13 minutes après le départ, il heurta le sommet d'une montagne culminant à 2 000 m tuant tous les passagers et membres d'équipage. Sur les 26 passagers, il y avait 14 adultes et 12 enfants.

## L'avion
L’appareil, un Harbin Y-12, immatriculé JU-1017 (cn 0064), avait fait son premier vol en 1992 et volait pour MIAT Mongolian Airlines jusqu'à ce vol fatal. L'avion avait été conçu pour accueillir seulement 17 passagers, et non 26.